# اکتامایسین
اکتامایسین (انگلیسی: Octamoxin) که با نام نیمول نیز به فروش می‌رسد و با نام ۲-اکتیل هیدرازین نیز شناخته می‌شود، مهارکننده منوآمین اکسیداز است که به صورت برگشت‌ناپذیر و غیر انتخابی عمل می‌کند که به عنوان یک داروی ضدافسردگی در دهه ۱۹۶۰ کاربرد داشت، اما امروزه دیگر کاربرد ندارد.